# Programma corto (pattinaggio di figura)
Il programma corto nel pattinaggio di figura è solitamente una delle due fasi di una competizione di pattinaggio artistico, sia per il pattinaggio, su ghiaccio o su rotelle, singolo, sia per il pattinaggio, su ghiaccio o su rotelle, in coppia e sia per il pattinaggio sincronizzato. Come suggerisce il nome, è il programma più corto dei due che compongono le competizioni, mentre il secondo è chiamato programma lungo o, più spesso, programma libero. Il programma corto è stato anche conosciuto con altri nomi. Dal 1989 al 1992 è infatti stato chiamato "programma originale" e successivamente, dal 1993 al 1994, è stato chiamato "programma tecnico". 

## Storia
Il programma corto è stato inserito per la prima volta nel 1964, ma solo per le gare di coppia, che prima di allora consistevano solo nel programma libero. Questo nuovo programma corto per coppie è stato chiamato "programma connesso" e aveva solo sei elementi obbligatori che consistevano in sollevamenti, salti, trottole di coppia, spirali e sequenze di passi. Il programma poteva durare al massimo 2 minuti e 30 secondi.
Per il pattinaggio su ghiaccio singolo, le competizioni consistevano inizialmente solo in alcune figure obbligatorie e nel programma libero. Il programma corto è stato introdotto nella stagione 1972–73 come parte di una piccola riforma volta a ridurre il peso delle figure obbligatorie nel punteggio e per fornire un ulteriore evento atto ad essere trasmesso in televisione. Inizialmente il programma includeva solo sei elementi obbligatori (tre salti, due trottole e una sequenza di passi). In gara, questo nuovo programma è stato eseguito per la prima volta dai partecipanti al Nebelhorn Trophy verso la fine dell'estate del 1972. Infatti il programma corto, visto come una via di mezzo tra il programma libero, lungo quattro o cinque minuti, e le figure obbligatorie, offriva tanto una dimostrazione dei vari elementi tecnici del pattinaggio, tanto una presentazione e interpretazione piacevole per l'osservatore, cosa che poteva attrarre l'attenzione del pubblico televisivo e appagare gli spettatori presenti dal vivo.
Un settimo elemento, una trottola combinata, è stato aggiunto al programma corto la stagione successiva.
Nella stagione 1975–76 sono state aggiunte le deduzioni nel punteggio in caso di errori nell'esecuzione di elementi tecnici. Nella stagione 1988–89, inoltre, è stato aggiunto l'ottavo elemento obbligatorio, una seconda sequenza di passi per gli uomini e una sequenza di spirali per le donne, e il limite di tempo del programma è stato fissato a 2 minuti e 40 secondi. Quando è stato adottato ISU Judging System, al programma corto sono stati aggiunti dieci secondi per permettere ai pattinatori più tempo per trottole più complesse o sequenze di passi.
Nel giugno del 1988, l'ISU ha aumentato il valore del programma corto dal 20% al 30%. La regola è stata però messa in atto quella stessa stagione, 1988-89.
Inizialmente gli elementi obbligatori lasciavano davvero poco spazio a variazioni. Ad esempio, alle Olimpiadi Invernali del 1988, sia per gli uomini che per le donne è rimasto obbligatorio includere un doppio loop in combinazione. Con l'inizio della stagione 1998–99, però, vi sono stati nuovi cambiamenti: ad esempio, agli uomini è stato permesso includere un salto quadruplo nel programma.

## Elementi richiesti
Le regole dell'International Skating Union danno come durata massima del programma corto due minuti e 50 secondi. Ci sono sette elementi obbligatori che se eseguiti non correttamente determinano deduzioni dal punteggio.

### Singolo maschile
- Un doppio o triplo axel
- Passi immediatamente seguiti da un salto triplo o quadruplo
- Un salto in combinazione (un doppio e un triplo, due tripli, oppure un quadruplo e un doppio o triplo)
- Una trottola saltata
- Una trottola angelo e una trottola bassa, una delle quali cambiando piede
- Una trottola combinata
- Due sequenze di passi di diverso tipo (linea dritta, cerchio o serpentina). Dal 2010 in poi solo una sequenza di passi è richiesta.

### Singolo femminile
- Un doppio o triplo axel
- Passi immediatamente seguiti da un salto triplo
- Un salto in combinazione (un doppio e un triplo o due tripli)
- Una trottola saltata
- Una trottola rovesciata
- Una trottola combinata con un cambio di piede
- Una sequenza di passi (linea dritta, cerchio o serpentina).
- Una sequenza di spirali (obbligatoria solo fino al 2010)

### Pattinaggio in coppia
- Un sollevamento con una presa specifica, che cambia di anno in anno
- Un doppio o triplo twist
- Un doppio o triplo salto lanciato
- Un salto da soli, l'uno di fianco all'altro, doppio o triplo
- Una spirale della morte (death spiral) con uno specifico angolo che varia di anno in anno
- Una spirale o sequenza di passi che varia di anno in anno
- Una trottola combinata, delle trottole singole fianco a fianco (a seconda degli anni)

### Pattinaggio sincronizzato
- Un blocco
- Una sequenza di passi in blocco
- Un elemento coreografico
- Un cerchio
- Una sequenza di passi a cerchio
- Un elemento creativo che può includere salti, trottole, pattinaggio libero o sollevamenti. Non per forza tutti i membri della squadra devono eseguire tutte le mosse.
- Due intersezioni
- Una linea
- Alcune sequenze di mosse come spirali, ina bauer, degli spread eagle, ecc.
- Una sequenza di passi a blocco non tenuto
- Un elemento di coppia (ad esempio un sollevamento o delle trottole)
- Una trottola
- Un elemento di movimento
- Una ruota con come minimo due elementi (ogni anno ne è richiesto esplicitamente uno di un certo tipo)

## Record
Nelle seguenti tabelle é elencata la progressione nel passare del tempo dei record mondiali che si sono succeduti, e non una lista dei punteggi più alti mai ottenuti. Sono considerati record storici i punteggi fatti registrare prima della stagione 2018-19, quando il sistema di punteggi è stato modificato.

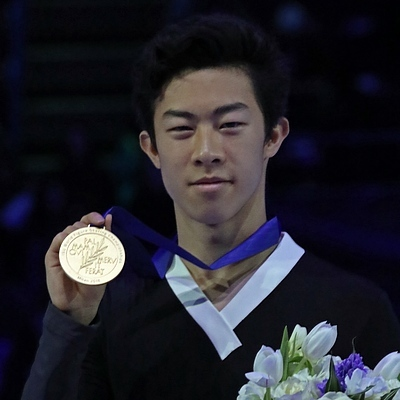
Durante le Olimpiadi 2022, il 7 febbraio, l'americano Nathan Chen stabilisce il record del mondo nel programma corto.

### Singolo maschile

#### Record
Nella tabella sono elencati soltanto i nuovi record con punteggi a partire dai 100 punti.

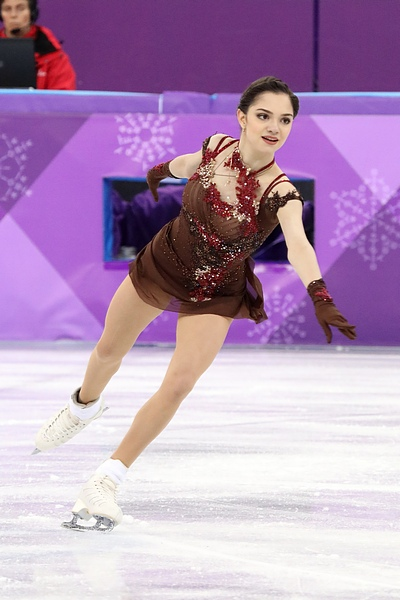
La pattinatrice russa Evgenija Medvedeva ha segnato quattro record storici per il punteggio del programma corto.

| Nome         | Nazionalità | Evento                            | Anno | Punteggio |
| ------------ | ----------- | --------------------------------- | ---- | --------- |
| Shōma Uno    | Giappone    | Lombardia Trophy                  | 2018 | 104.15    |
| Yuzuru Hanyū | Giappone    | Grand Prix di Helsinki            | 2018 | 106.69    |
| Yuzuru Hanyū | Giappone    | Rostelecom Cup                    | 2018 | 110.53    |
| Yuzuru Hanyū | Giappone    | Campionato dei Quattro continenti | 2020 | 111.82    |
| Nathan Chen  | Stati Uniti | Olimpiadi 2022                    | 2022 | 113.97    |

#### Record storici
Il record storico per il massimo punteggio in un programma corto é detenuto dal giapponese Yuzuru Hanyū, il primo pattinatore capace di superare i 100.00 punti e autore di sette prestazioni da record. Altri pattinatori capaci di stabilire più record sono del russo Evgeni Plushenko, interprete di cinque prestazioni che hanno superato il precedente primato, e il canadese Patrick Chan, autore di tre record.

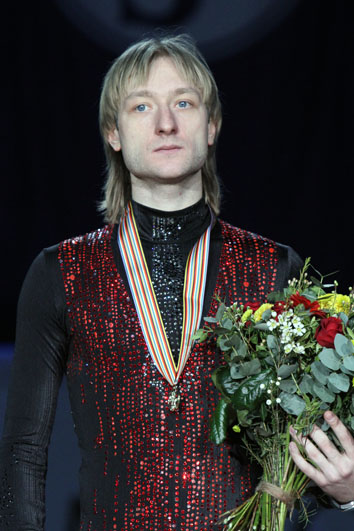
Evgeni Plushenko ha fatto registrare cinque record storici nel programma corto.

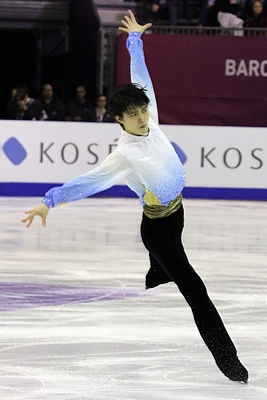
Yuzuru Hanyū segna un punteggio da record al Grand Prix Final 2015-16, con un programma corto da 110.95 punti.

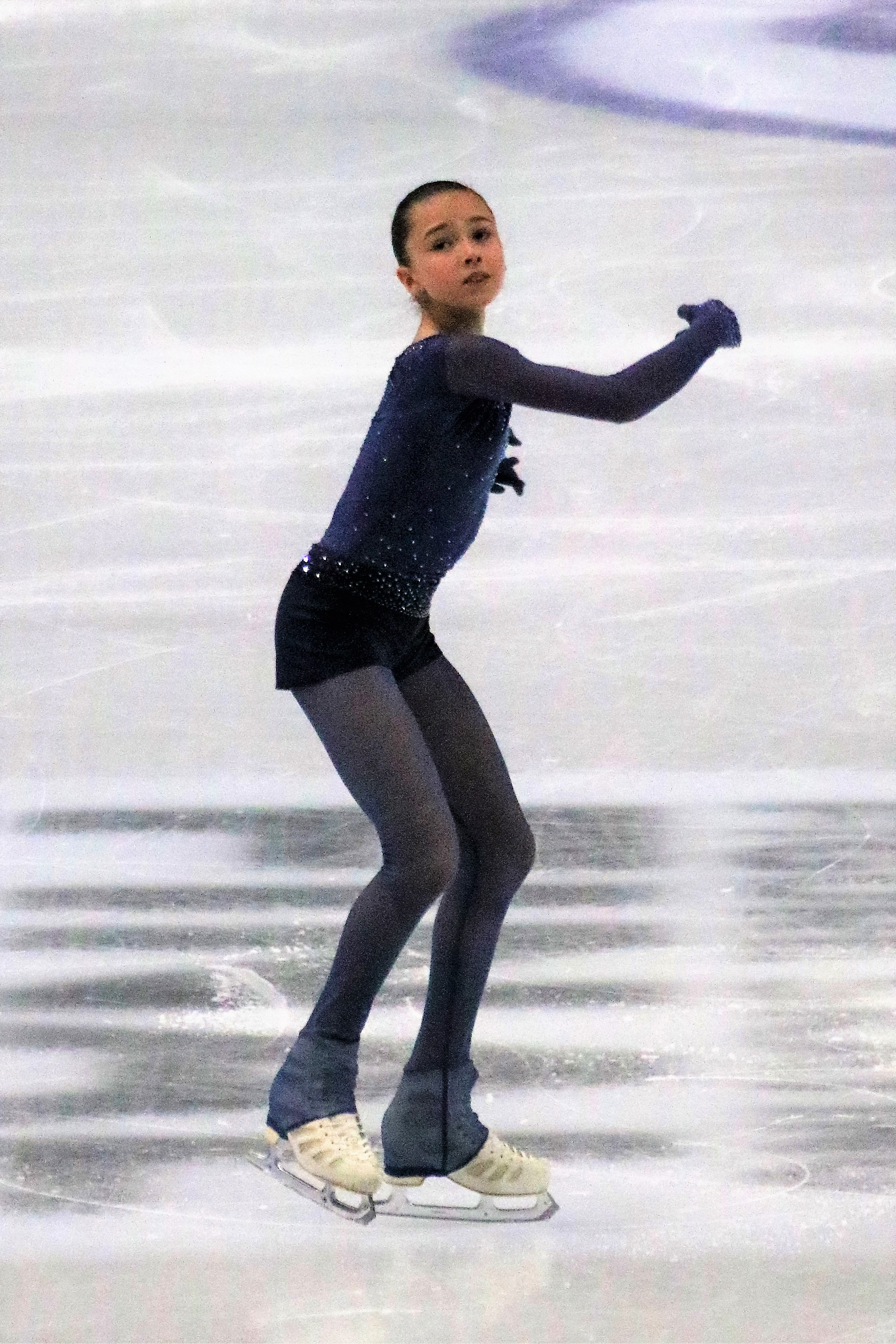
La pattinatrice russa Kamila Valieva detiene il record del mondo per il programma corto.

|    | Nome                 | Nazionalità | Evento                         | Anno | Punteggio |
| -- | -------------------- | ----------- | ------------------------------ | ---- | --------- |
| 35 | Aidas Reklys         | Lituania    | Nebelhorn Trophy               | 2003 | 33.86     |
| 34 | Clemens Brummer      | Germania    | Nebelhorn Trophy               | 2003 | 43.00     |
| 33 | Martin Liebers       | Germania    | Nebelhorn Trophy               | 2003 | 43.73     |
| 32 | Kristoffer Berntsson | Svezia      | Nebelhorn Trophy               | 2003 | 44.32     |
| 31 | Mikko Minkkinen      | Finlandia   | Nebelhorn Trophy               | 2003 | 44.69     |
| 30 | Noriyuki Kanzaki     | Giappone    | Nebelhorn Trophy               | 2003 | 46.19     |
| 29 | Maciej Kus           | Polonia     | Nebelhorn Trophy               | 2003 | 47.77     |
| 28 | Frederik Pauls       | Germania    | Nebelhorn Trophy               | 2003 | 48.20     |
| 27 | Ari-Pekka Nurmenkari | Finlandia   | Nebelhorn Trophy               | 2003 | 49.11     |
| 26 | Trifun Zivanovic     | Serbia      | Nebelhorn Trophy               | 2003 | 52.84     |
| 25 | Gregor Urbas         | Slovenia    | Nebelhorn Trophy               | 2003 | 54.03     |
| 24 | Filip Stiller        | Svezia      | Nebelhorn Trophy               | 2003 | 54.40     |
| 23 | Vincent Restencourt  | Francia     | Nebelhorn Trophy               | 2003 | 56.27     |
| 22 | Alexei Vasilevski    | Russia      | Nebelhorn Trophy               | 2003 | 57.63     |
| 21 | Nicolas Laroche      | Stati Uniti | Nebelhorn Trophy               | 2003 | 59.16     |
| 20 | Scott Smith          | Stati Uniti | Nebelhorn Trophy               | 2003 | 60.80     |
| 19 | Nicolas Young        | Canada      | Nebelhorn Trophy               | 2003 | 69.20     |
| 18 | Michael Weiss        | Stati Uniti | Skate America                  | 2003 | 73.85     |
| 17 | Takeshi Honda        | Giappone    | Skate Canada                   | 2003 | 77.54     |
| 16 | Evgeni Plushenko     | Russia      | Skate Canada                   | 2003 | 81.25     |
| 15 | Evgeni Plushenko     | Russia      | Grand Prix Final               | 2004 | 84.35     |
| 14 | Evgeni Plushenko     | Russia      | Cup of Russia                  | 2005 | 87.20     |
| 13 | Evgeni Plushenko     | Russia      | XX Giochi Olimpici Invernali   | 2006 | 90.66     |
| 12 | Evgeni Plushenko     | Russia      | Campionati Europei             | 2010 | 91.30     |
| 11 | Patrick Chan         | Canada      | Campionati Mondiali            | 2011 | 93.02     |
| 10 | Daisuke Takahashi    | Giappone    | World Team Trophy              | 2012 | 94.00     |
| 9  | Yuzuru Hanyū         | Giappone    | Skate America                  | 2012 | 95.07     |
| 8  | Yuzuru Hanyū         | Giappone    | NHK Trophy                     | 2012 | 95.32     |
| 7  | Patrick Chan         | Canada      | Campionati Mondiali            | 2013 | 98.37     |
| 6  | Patrick Chan         | Canada      | Trophée Eric Bompard           | 2013 | 98.52     |
| 5  | Yuzuru Hanyū         | Giappone    | Grand Prix Final               | 2013 | 99.84     |
| 4  | Yuzuru Hanyū         | Giappone    | XXII Giochi Olimpici Invernali | 2014 | 101.45    |
| 3  | Yuzuru Hanyū         | Giappone    | NHK Trophy                     | 2015 | 106.33    |
| 2  | Yuzuru Hanyū         | Giappone    | Grand Prix Final               | 2015 | 110.95    |
| 1  | Yuzuru Hanyū         | Giappone    | Autumn Classic International   | 2017 | 112.72    |

### Singolo femminile

#### Record
Nella tabella sono elencati soltanto le prime 10 donne con i punteggi più alti. Non ci sono eventuali ripetizioni di nomi, poiché è stato preso solo il punteggio più alto di ogni pattinatrice.
| Nome                   | Nazionalità   | Evento                                            | Anno | Punteggio |
| ---------------------- | ------------- | ------------------------------------------------- | ---- | --------- |
| Alexandra Trusova      | Russia        | Skate America                                     | 2021 | 77.69     |
| You Young              | Corea del Sud | Skate Canada International                        | 2019 | 78.22     |
| Wakaba Higuchi         | Giappone      | Ice Challenge                                     | 2021 | 79.73     |
| Kaori Sakamoto         | Giappone      | Campionati mondiali di pattinaggio di figura      | 2022 | 80.32     |
| Anna Ščerbakova        | Russia        | World Team Trophy                                 | 2021 | 81.07     |
| Elizaveta Tuktamysheva | Russia        | Finlandia Trophy                                  | 2021 | 81.53     |
| Alina Zagitova         | Russia        | Campionati mondiali di pattinaggio di figura 2019 | 2019 | 82.08     |
| Rika Kihira            | Giappone      | World Team Trophy                                 | 2019 | 83.97     |
| Alena Kostornaia       | Russia        | Finale del Grand Prix                             | 2020 | 85.45     |
| Kamila Valieva         | Russia        | Rostelecom Cup                                    | 2021 | 87.42     |

#### Record storici

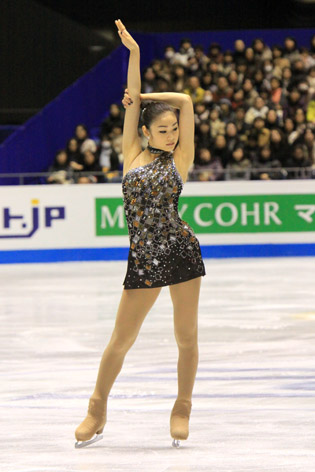
La coreana Yuna Kim ha segnato cinque record del mondo nel programma corto.

Il record per il punteggio più alto nel programma corto nel singolo femminile lo detiene pattinatrice russa Kamila Valieva. La coreana Yuna Kim ha segnato ben cinque record nel corto; quattro per la pattinatrice russa Evgenia Medvedeva.
|    | Nome                  | Nazionalità   | Evento                          | Anno | Punteggio |
| -- | --------------------- | ------------- | ------------------------------- | ---- | --------- |
| 33 | Irina Lukianenko      | Ucraina       | Nebelhorn Trophy                | 2003 | 30.36     |
| 32 | Alenka Zidar Sambolec | Slovenia      | Nebelhorn Trophy                | 2003 | 32.00     |
| 31 | Costanze Kemmner      | Germania      | Nebelhorn Trophy                | 2003 | 33.84     |
| 30 | Sara Falotico         | Italia        | Nebelhorn Trophy                | 2003 | 36.32     |
| 29 | Shirene Human         | Sudafrica     | Nebelhorn Trophy                | 2003 | 36.74     |
| 28 | Kristin Wieczorek     | Germania      | Nebelhorn Trophy                | 2003 | 36.88     |
| 27 | Olga Naidenova        | Russia        | Nebelhorn Trophy                | 2003 | 38.16     |
| 26 | Caroline Gülke        | Germania      | Nebelhorn Trophy                | 2003 | 38.76     |
| 25 | Katharina Hacker      | Germania      | Nebelhorn Trophy                | 2003 | 40.50     |
| 24 | Denise Zimmermann     | Germania      | Nebelhorn Trophy                | 2003 | 40.94     |
| 23 | Daria Timoshenko      | Azerbaigian   | Nebelhorn Trophy                | 2003 | 44.36     |
| 22 | Mila Marttinen        | Finlandia     | Nebelhorn Trophy                | 2003 | 44.50     |
| 21 | Amber Corwin          | Stati Uniti   | Nebelhorn Trophy                | 2003 | 45.80     |
| 20 | Lesley Hawker         | Canada        | Nebelhorn Trophy                | 2003 | 47.04     |
| 19 | Jennifer Don          | Taipei cinese | Nebelhorn Trophy                | 2003 | 49.54     |
| 18 | Viktoria Volchova     | Russia        | Skate America                   | 2003 | 53.54     |
| 17 | Galina Efermenko      | Ucraina       | Skate America                   | 2003 | 53.54     |
| 16 | Amber Corwin          | Stati Uniti   | Skate America                   | 2003 | 54.66     |
| 15 | Jennifer Kirk         | Stati Uniti   | Skate America                   | 2003 | 58.68     |
| 14 | Shizuka Arakawa       | Giappone      | Skate America                   | 2003 | 59.02     |
| 13 | Sasha Cohen           | Stati Uniti   | Skate America                   | 2003 | 66.46     |
| 12 | Sasha Cohen           | Stati Uniti   | Skate Canada                    | 2003 | 71.12     |
| 11 | Yuna Kim              | Corea del Sud | Campionati Mondiali             | 2007 | 71.95     |
| 10 | Yuna Kim              | Corea del Sud | Four Continents                 | 2009 | 72.24     |
| 9  | Yuna Kim              | Corea del Sud | Campionati Mondiali             | 2009 | 76.12     |
| 8  | Yuna Kim              | Corea del Sud | Skate America                   | 2009 | 76.28     |
| 7  | Yuna Kim              | Corea del Sud | XXI Giochi Olimpici Invernali   | 2010 | 78.50     |
| 6  | Mao Asada             | Giappone      | Campionati Mondiali             | 2014 | 78.66     |
| 5  | Evgenia Medvedeva     | Russia        | Grand Prix Final                | 2016 | 79.21     |
| 4  | Evgenia Medvedeva     | Russia        | World Team Trophy               | 2017 | 80.85     |
| 3  | Evgenia Medvedeva     | Russia        | XXIII Giochi Olimpici Invernali | 2018 | 81.06     |
| 2  | Evgenia Medvedeva     | Russia        | XXIII Giochi Olimpici Invernali | 2018 | 81.61     |
| 1  | Alina Zagitova        | Russia        | XXIII Giochi Olimpici Invernali | 2018 | 82.92     |

### Pattinaggio in coppia[8]
|    | Coppia                                   | Nazionalità | Evento                         | Anno | Punteggio |
| -- | ---------------------------------------- | ----------- | ------------------------------ | ---- | --------- |
| 29 | Eva-Maria Fitze / Rico Rex               | Germania    | Nebelhorn Trophy               | 2003 | 35.40     |
| 28 | Milca Brozovic / Vladimir Futas          | Slovacchia  | Nebelhorn Trophy               | 2003 | 38.12     |
| 27 | Anastasia Zukmina / Stanislav Evdokimov  | Russia      | Nebelhorn Trophy               | 2003 | 42.08     |
| 26 | Nicole Noennig / Matthias Bleyer         | Germania    | Nebelhorn Trophy               | 2003 | 42.48     |
| 25 | Larisa Spielberg / Craig Joeright        | Stati Uniti | Nebelhorn Trophy               | 2003 | 43.20     |
| 24 | Mikkerine Kierkkgaard / Norman Jeschke   | Germania    | Nebelhorn Trophy               | 2003 | 43.25     |
| 23 | Pascale Bergeron / Robert Davinson       | Canada      | Nebelhorn Trophy               | 2003 | 46.20     |
| 22 | Laura Handy / Jeremy Allen               | Stati Uniti | Nebelhorn Trophy               | 2003 | 47.28     |
| 21 | Utako Wakamatsu / Jean Sebastien Fecteau | Canada      | Nebelhorn Trophy               | 2003 | 51.00     |
| 20 | Elizabeth Putnam / Sean Wirtz            | Stati Uniti | Skate America                  | 2003 | 51.12     |
| 19 | Tiffany Scott / Philip Dulebohn          | Canada      | Skate America                  | 2003 | 52.02     |
| 18 | Dan Zhang / Hao Zhang                    | Cina        | Skate America                  | 2003 | 56.14     |
| 17 | Utako Wakamatsu / Jean Sebastien Fecteau | Canada      | Skate America                  | 2003 | 56.88     |
| 16 | Maria Petrova / Alexei Tikhonov          | Russia      | Skate America                  | 2003 | 64.94     |
| 15 | Qing Pang / Jian Tong                    | Cina        | Skate America                  | 2003 | 67.08     |
| 14 | Tatiana Totmianina / Maxim Marnin        | Russia      | Skate Canada                   | 2003 | 67.24     |
| 13 | Xue Shen / Hongbo Zhao                   | Cina        | Skate Canada                   | 2003 | 68.76     |
| 12 | Xue Shen / Hongbo Zhao                   | Cina        | Grand Prix Final               | 2004 | 70.52     |
| 11 | Xue Shen / Hongbo Zhao                   | Cina        | Campionati mondiali            | 2007 | 71.07     |
| 10 | Dan Zhang / Hao Zhang                    | Cina        | Trophee Eric Bombard           | 2007 | 71.60     |
| 9  | Aliona Savchenko / Robin Szolkowy        | Germania    | Grand Prix Final               | 2007 | 72.14     |
| 8  | Dan Zhang / Hao Zhang                    | Cina        | Campionati mondiali            | 2008 | 74.36     |
| 7  | Xue Shen / Hongbo Zhao                   | Cina        | Grand Prix Final               | 2009 | 75.36     |
| 6  | Aliona Savchenko / Robin Szolkowy        | Germania    | XXI Giochi Olimpici Invernali  | 2010 | 75.96     |
| 5  | Xue Shen / Hongbo Zhao                   | Cina        | XXI Giochi Olimpici Invernali  | 2010 | 76.66     |
| 4  | Tatiana Volosozhar / Maxim Trankov       | Russia      | Nebelhorn Trophy               | 2013 | 81.65     |
| 3  | Tatiana Volosozhar / Maxim Trankov       | Russia      | Skate America                  | 2013 | 83.05     |
| 2  | Tatiana Volosozhar / Maxim Trankov       | Russia      | Campionati europei             | 2014 | 83.98     |
| 1  | Tatiana Volosozhar / Maxim Trankov       | Russia      | XXII Giochi Olimpici Invernali | 2014 | 84.17     |